# (14151) 1998 SJ73
A (14151) 1998 SJ73 a Naprendszer kisbolygóövében található aszteroida. Eric Walter Elst fedezte fel 1998. szeptember 21-én.

## Kapcsolódó szócikk
- Kisbolygók listája (14001–14500)